# Mynes talboti
Mynes talboti är en fjärilsart som beskrevs av Jurriaanse och Volbreda 1922. Mynes talboti ingår i släktet Mynes och familjen praktfjärilar. Inga underarter finns listade i Catalogue of Life.